# Ричв'ю (Іллінойс)
Ричв'ю (англ. Richview) — селище (англ. village) в США, в окрузі Вашингтон штату Іллінойс. Населення — 238 осіб (2020).

## Географія
Ричв'ю розташований за координатами 38°22′33″ пн. ш. 89°10′50″ зх. д. / 38.37583° пн. ш. 89.18056° зх. д. (38.375810, -89.180483).  За даними Бюро перепису населення США в 2010 році селище мало площу 2,90 км², уся площа — суходіл.

## Демографія
Згідно з переписом 2010 року, у селищі мешкали 253 особи в 105 домогосподарствах у складі 68 родин. Густота населення становила 87 осіб/км².  Було 125 помешкань (43/км²).
Расовий склад населення:
| - 96,4 % — білих - 2,8 % — чорних або афроамериканців - 0,4 % — корінних американців - 0,4 % — азіатів |

До двох чи більше рас належало 0,0 %. Частка іспаномовних становила 0,0 % від усіх жителів.
За віковим діапазоном населення розподілялося таким чином: 24,5 % — особи молодші 18 років, 61,7 % — особи у віці 18—64 років, 13,8 % — особи у віці 65 років та старші. Медіана віку мешканця становила 39,9 року. На 100 осіб жіночої статі у селищі припадало 102,4 чоловіків;  на 100 жінок у віці від 18 років та старших — 101,1 чоловіків також старших 18 років.
Середній дохід на одне домашнє господарство  становив 59 605 доларів США (медіана — 38 438), а середній дохід на одну сім'ю — 75 356 доларів (медіана — 46 667). За межею бідності перебувало 22,2 % осіб, у тому числі 57,4 % дітей у віці до 18 років та 11,8 % осіб у віці 65 років та старших.
Цивільне працевлаштоване населення становило 92 особи. Основні галузі зайнятості: освіта, охорона здоров'я та соціальна допомога — 25,0 %, транспорт — 17,4 %, виробництво — 17,4 %.